# Allison Road
Allison Road — отменённая компьютерная игра в жанре survival horror от первого лица, которая разрабатывалась независимой британской студией Far From Home (ранее Lilith). Разработчики рассматривали игру в качестве духовного наследника P.T. — вышедшего в 2014 году интерактивного тизера к отмененной компьютерной игре Silent Hills.

## Игровой процесс
Игровой процесс Allison Road напоминает тизер P.T. — управляемый игроком персонаж обследует пустой дом, решая загадки. Разработчики отмечали, что полная версия игры может отличаться по геймплею от опубликованного видеоролика. По их словам, в ролике присутствуют практически все основные элементы геймплея, хотя некоторые — например, инвентарь — и не были показаны.

## Сюжет
Безымянный главный герой, потерявший память, просыпается в своем городском особняке где-то в Англии. По мере обследования дома он находит письма, фотографии и другие предметы, свидетельствующие о том, что в доме произошло нечто ужасное и близкие героя стали жертвами некоего преступления. Некоторые помещения дома поначалу заперты, но позже двери в них можно открыть. Герой сталкивается с пугающими сверхъестественными событиями, такими, как появление крови и угрожающих надписей на стенах; одним из его противников является «Лили» (англ. Lily) — призрак женщины, напоминающий Лизу (англ. Lisa) из P.T.. Каждую ночь часы отсчитывают время до 03:00 — времени, когда нечто должно случиться.

## Разработка
Создатель игры Кристиан Кеслер, рассказывая об игре, отмечал, что наиболее пугающими элементами хоррора он считает не образы насилия или внезапно выпрыгивающих чудовищ, а сюжеты, которые эмоционально привязывают к себе игрока и держат его в напряжении. Студия Lilith выпустила 13-минутную видеозапись, демонстрирующую геймплей игры. Игра использует движок Unreal Engine 4. Игра будет поддерживать шлем виртуальной реальности Oculus Rift.
Осенью 2015 года студия Lilith провела краудфандинг-кампанию на сайте Kickstarter, однако сумела собрать из 250 тысяч фунтов, необходимых для финансирования разработки игры, лишь 146 тысяч. Досрочно прервал сбор средств, студия Lilith сообщила, что сумела договориться о сотрудничестве с британской компанией Team17, которая выразила готовность предоставить ресурсы для разработки игры и выступить её издателем. В июне 2016 года разработчик объявил об отмене игры через Twitter; позже студия Lilith и Team17 опубликовали сообщения о том, что сотрудничество между ними было прекращено после «долгих обсуждений». Несмотря на это, спустя два месяца Кристиан Кеслер объявил о возобновлении разработки — уже в составе новой студии Far From Home, сообщив, что не собирается возвращаться на Kickstarter и будет финансировать разработку за свой счет.